# La gran confusión
La gran confusión fue un talk show español producido por VISIONA  TV y emitido en La 1 entre el 24 de septiembre y el 26 de noviembre de 2022. Este formato era presentado por Xavier Sardá y en él, cada semana se ponía un tema como eje central y se debatía sobre el mismo con colaboradores (Ana Boadas, Txabi Franquesa, Judit Martín, Miki dKai, Quique Jiménez, Pep Plaza y Quique Jiménez) e invitados relacionados.

## Formato
El entretenimiento, los famosos invitados, el humor e historias imprevisibles conformarán un programa nocturno de gran formato para que los espectadores se lo pasen bien, descubran aspectos insólitos de los personajes más relevantes y sean testigos desde casa de un espectáculo televisivo que no les deje indiferentes. Un tema principal que servirá de elemento común a todo el show. Cuatro analistas de renombre contarán anécdotas divertidas y desconocidas y conversarán con invitados. Además, en cada programa conoceremos historias en primera persona que ilustrarán el tema principal del programa.

### Presentadores
| Presentador  | Duración |
| ------------ | -------- |
| Xavier Sardá | 2022     |

### Colaboradores
| Colaborador     | Duración |
| --------------- | -------- |
| Ana Boadas      | 2022     |
| Txabi Franquesa | 2022     |
| Miki dKai       | 2022     |
| Quique Jimenez  | 2022     |
| Pep Plaza       | 2022     |
| Judith Martín   | 2022     |
| Quique Jiménez  | 2022     |

### Audiencias
A partir del quinto programa, el programa pasó a emitirse en la franja de late night tras sus discretos datos de audiencia.
| Fecha      | Tema                                            | Invitad@s                                             | Tertulian@s                                                       | Audiencia      |
| ---------- | ----------------------------------------------- | ----------------------------------------------------- | ----------------------------------------------------------------- | -------------- |
| 24/09/2022 | ¿Está en crisis la pareja?                      | Paz Padilla y Loles León                              | Gonzalo Miró, Mariló Montero, Judit Mascó y Víctor Amela          | 912 000 (9,1%) |
| 01/10/2022 | El precio de la fama                            | David Bustamante y Antonia Dell'Atte                  | Pilar Eyre, Carolina Cerezuela, Gonzalo Miró y Erik Putzbach      | 760 000 (7,3%) |
| 08/10/2022 | ¿Vivimos una nueva revolución sexual?           | Anne Igartiburu, María del Monte y Samantha Hudson    | Daniela Blume, Melani Olivares, Antoni Bolinches y Jesús Olmedo   | 654 000 (6,4%) |
| 15/10/2022 | ¿Somos buenos vecinos?                          | Bibiana Fernández, Loles León y Carmen Lomana         | Judit Mascó, Vanesa Romero, Edu Galán y Juan Soto Ivars           | 609 000 (5,7%) |
| 22/10/2022 | ¿Víctimas de la presión estética?               | Carlos Latre, Falete, Rosa López y Boris Izaguirre    | Gonzalo Miró, Ares Teixidó, Lorena Vázquez y Santi Rodríguez      | 390 000 (7,3%) |
| 29/10/2022 | ¿Tenemos sentido del humor?                     | Bertín Osborne, Sara Escudero y Cristina Tárrega      | Gonzalo Miró, Ruth Jiménez, Rebeca Marín y Txabi Franquesa        | 265 000 (6,0%) |
| 05/11/2022 | ¿Que importancia tiene la TV en nuestras vidas? | Ana García Obregón, Belinda Washington y Loles León   | Secun de la Rosa, Santi Rodríguez, Valeria Ros y Carmen Barceló   | 402 000 (6,4%) |
| 12/11/2022 | ¿Nos estamos pasando con las mascotas?          | Jordi González, Loles León y Aldo Comas               | Gonzalo Miró, Santi Rodríguez, Ares Teixidó y Meritxell Falgueras | 329 000 (5,0%) |
| 19/11/2022 | ¿El dinero da la felicidad?                     | Raquel Sánchez Silva, Antonio Canales y Elena Furiase | Judit Mascó, Belinda Washington, Aldo Comas y Víctor Amela        | 358 000 (6,6%) |
| 26/11/2022 | ¿Cómo ha cambiado la familia?                   | Julio José Iglesias, Mónica Cruz y Loles León         | Gonzalo Miró, Lorena Vázquez, Andrés Torres y Samantha Hudson     | 467 000 (6,8%) |

     Líder en su franja horaria.

## Audiencias

### La gran confusión: Ediciones
| Edición           | Fecha | Cadena | Audiencia      |
| ----------------- | ----- | ------ | -------------- |
| La gran confusión | 2022  | La 1   | 515 000 (6,7%) |